# Eleição municipal de Niterói em 2024
A eleição municipal da cidade brasileira de Niterói em 2024 ocorreu no dia 6 de outubro (primeiro turno) com o objetivo de eleger um prefeito, um vice-prefeito e 21 vereadores responsáveis pela administração da cidade no mandato a se iniciar em 1° de janeiro de 2025 e com término em 31 de dezembro de 2028. Se o candidato mais votado não atingir metade dos votos (50%) mais um, realizar-se-ia segundo turno no dia 27 de outubro (domingo). O prefeito titular era Axel Grael, do PDT, que apesar de estar apto pela legislação eleitoral, optou por não disputar a reeleição.
O primeiro turno foi realizado em 6 de outubro. Os candidatos Rodrigo Neves, do PDT, que obteve 136.064 votos (48,47% dos votos válidos), e Carlos Jordy, do PL, com 99.920 (35,59%), avançaram para o segundo turno. Nesse turno, Neves venceu a disputa com 156.067 votos (57,20%), enquanto Jordy obteve 116.796 votos (42,80%). Para a Câmara Municipal, Douglas Gomes, do PL, foi o vereador mais votado da cidade, recebendo 16.369 votos (5,77% dos votos válidos).

## Calendário eleitoral
| Início        | Fim           | Atividades | Status    |
| ------------- | ------------- | --- | --------- |
| 7 de março    | 5 de abril    | Janela partidária para vereadores trocarem de partido visando concorrer às eleições sem perder o mandato. | Realizado |
| 6 de abril    | 6 de abril    | Data-limite para todas as legendas e federações partidárias obterem o registro dos estatutos no TSE e para todos os candidatos terem domicílio eleitoral na circunscrição em que desejam disputar as eleições com a filiação deferida pelo partido. | Realizado |
| 15 de maio    | 15 de maio    | Início da campanha de arrecadação prévia de recursos na modalidade de financiamento coletivo para pré-candidatos, sem realização de pedidos de voto e obedecendo a regras relativas à propaganda eleitoral na Internet.                             | Realizado |
| 20 de julho   | 5 de agosto   | Realização de convenções partidárias para deliberar sobre coligações e escolher candidatos às prefeituras e aos cargos de vereador. Os partidos têm até 15 de agosto para registrar os nomes na Justiça Eleitoral.                                  | Realizado |
| 16 de agosto  | 16 de agosto  | Início das campanhas eleitorais de forma igualitária, podendo qualquer publicidade ou manifestação com pedido explícito de voto antes da data ser considerada irregular e multada.                                                                  | Realizado |
| 30 de agosto  | 3 de outubro  | Veiculação da propaganda eleitoral gratuita no rádio e na televisão. | Realizado |
| 6 de outubro  | 6 de outubro  | Realização do primeiro turno das eleições municipais. | Realizado |
| 11 de outubro | 25 de outubro | Veiculação da propaganda eleitoral gratuita no rádio e na televisão para o segundo turno. | Realizado |
| 27 de outubro | 27 de outubro | Realização de um eventual segundo turno nas cidades com mais de 200 mil eleitores em que o candidato a prefeito mais votado não tenha atingido a metade mais um dos votos válidos.                                                                  | Realizado |

## Apresentação
Eleito em 2020 com 62,56% dos votos válidos ainda em primeiro turno, o prefeito Axel Grael optou por não disputar a reeleição e anunciou o apoio a candidatura de Rodrigo Neves (PDT), seu antecessor, que vai disputar o cargo pela quarta vez. Após deixar a prefeitura, em 2020, Rodrigo foi candidato a governador do Rio de Janeiro nas eleições de 2022 e secretário executivo da Prefeitura de Niterói entre fevereiro de 2023 e maio de 2024. Após uma articulação com o União Brasil (do atual vice-prefeito Paulo Bagueira) e demais partidos, o ex-prefeito escolheu a velejadora Isabel Swan, filiada ao PV, como candidata a vice. Rodrigo também conseguiu o apoio de ex-adversários políticos como Felipe Peixoto (PSD), Juliana Benício (Cidadania) e Deuler da Rocha (MDB).
Como possíveis adversários centrais de Rodrigo, que liderou todos os cenários de pesquisas e testes pré-eleitorais, estão os deputados federais Carlos Jordy (PL) e Talíria Petrone (PSOL). As duas candidaturas representaram as respectivas saídas de PL, PP e PSB da base governista no município. O Progressistas anunciou apoio a Jordy indicando a vice de sua chapa - a funcionária pública e pastora Alexandra Ferro. Por sua vez, o PSB fechou aliança com Talíria e indicou o empresário Fernando Rodovalho como vice da chapa.
Além de Neves, Jordy e Talíria, confirmaram as suas candidaturas: o ex-vereador Bruno Lessa (PODE), a professora Danielle Bórnia (PSTU) e a autônoma e militante do movimento estudantil Alessandra Marques (PCO), representando a primeira candidatura do partido no município. Anteriormente, o engenheiro João Gomes (NOVO) retirou sua candidatura em 28 de julho de 2024, dias após a convenção do partido. O advogado e ex-subsecretário estadual Guilherme Bussinger (MOBILIZA) renunciou à sua candidatura a seis dias da eleição, declarando apoio à Rodrigo Neves.

## Candidatos à prefeitura
| Nº | Prefeito(a)  | Prefeito(a)        | Prefeito(a)         | Prefeito(a) | Vice-prefeito(a) | Vice-prefeito(a) | Vice-prefeito(a)   | Vice-prefeito(a)  | Coligação | Tempo do horário eleitoral       | Ref.          |
| Nº | Candidato(a) | Candidato(a)       | Partido Federação   | Cargos relevantes | Candidato(a)     | Candidato(a)     | Candidato(a)       | Partido Federação | Coligação | Tempo do horário eleitoral       | Ref.          |
| -- | ------------ | ------------------ | ------------------- | --- | ---------------- | ---------------- | ------------------ | ----------------- | --- | -------------------------------- | ------------- |
| 12 |              | Rodrigo Neves      | PDT                 | - Deputado estadual do Rio de Janeiro (2007–2012); - Prefeito de Niterói (2013–2020); - Secretário executivo da Prefeitura de Niterói (2023–2024) |                  |                  | Isabel Swan        | PV FE Brasil      | Por Amor a Niterói PDT, FE Brasil (PT, PCdoB e PV), Fed. PSDB Cidadania (PSDB, Cidadania), MDB, PSD, UNIÃO, Solidariedade, Republicanos, Agir, PRD e PMB | 5 minutos e 31 segundos          | [ 17 ]        |
| 16 |              | Danielle Bórnia    | PSTU                | - Professora de Ensino Médio |                  |                  | Sérgio Perdigão    | PSTU              | Sem coligação | Sem direito ao horário eleitoral | [ 18 ]        |
| 20 |              | Bruno Lessa        | PODE                | - Vereador de Niterói (2013–2020) |                  |                  | Bruna Doriel       | Avante            | Niterói Pode Mais PODE, Avante e PRTB | 43 segundos                      | [ 19 ]        |
| 22 |              | Carlos Jordy       | PL                  | - Vereador de Niterói (2017–2019); - Deputado federal pelo Rio de Janeiro (2019–presente)                                                         |                  |                  | Alexandra Ferro    | PP                | O Cidadão em Primeiro Lugar PL e PP | 2 minutos e 58 segundos          | [ 17 ] [ 20 ] |
| 29 |              | Alessandra Marques | PCO                 | - Autônoma e militante do movimento estudantil |                  |                  | Solange Pereira    | PCO               | Sem coligação | Sem direito ao horário eleitoral | [ 21 ]        |
| 50 |              | Talíria Petrone    | PSOL Fed. PSOL REDE | - Vereadora de Niterói (2017–2019); - Deputada federal pelo Rio de Janeiro (2019–presente)                                                        |                  |                  | Fernando Rodovalho | PSB               | Niterói da Esperança Fed. PSOL REDE (PSOL, REDE), PSB, PCB e UP                                                                                          | 46 segundos                      | [ 17 ] [ 22 ] |

### Desistências
- Alexandre Ceotto (NOVO) – Empresário e subsecretário estadual de desenvolvimento econômico (2019–2020). Candidato a vice-prefeito na chapa de Deuler da Rocha (PSL) na eleição anterior, havia anunciado sua pré-candidatura pelo PRD no início do ano. No entanto, se desfiliou da legenda em março após o diretório nacional definir o apoio à pré-candidatura do ex-prefeito Rodrigo Neves (PDT). Posteriormente se filiou ao NOVO e anunciou que concorreria a uma vaga na Câmara Municipal, desistindo de disputar o executivo.
- João Gomes (NOVO) – Engenheiro e profissional na indústria Naval e Offshore. Desistiu de concorrer ao cargo em 28 de julho, dias após a convenção do partido homologar sua candidatura, alegando interferência de um filiado do partido ligado ao deputado federal e candidato do PL Carlos Jordy para impugnar a candidatura de Alexandre Ceotto à Câmara de Vereadores. O NOVO decidiu por não lançar outro nome para a disputa à prefeitura.[23]

### Renúncia
- Guilherme Bussinger (MOBILIZA) – Subsecretário estadual de Cuidados Especiais do Rio de Janeiro (2023–2024). Renunciou à candidatura em 30 de setembro para apoiar Rodrigo Neves (PDT).[24]

## Transmissão
A veiculação da propaganda eleitoral gratuita em bloco e inserções, na televisão, foi ao ar pela TV Brasil Rio de Janeiro, que pela primeira vez desde a eleição de 2004 exibe o guia eleitoral de Niterói. Pelo rádio, é transmitida pela Manchete AM e Feliz FM. No primeiro turno, a propaganda eleitoral foi exibida entre 30 de agosto e 3 de outubro. Já no segundo turno, foi ao ar entre os dias 11 e 25 de outubro.

## Debates
Primeiro turno
De acordo com as regras eleitorais, as emissoras só poderão convocar para o debate os candidatos que obtiverem a concordância de pelo menos dois terços de candidatas e candidatos, no caso de eleição majoritária (cargo de prefeito), e de pelo menos dois terços dos partidos ou das federações com candidatas e candidatos, no caso de eleição proporcional (cargo de vereador). Caso não seja possível um acordo, as emissoras de rádio e televisão podem apresentar debates em conjunto para o cargo de prefeito, estando presentes todas as candidatas e todos os candidatos, ou em grupos, com a presença de, no mínimo, três pessoas.
| Data         | Organizador(es) | Mediação        | Rodrigo Neves (PDT) | Carlos Jordy (PL) | Talíria Petrone (PSOL) | Bruno Lessa (PODE) | Danielle Bórnia (PSTU) | Guilherme Bussinger (MOBILIZA) | Alessandra Marques (PCO) | Ref    |
| ------------ | --------------- | --------------- | ------------------- | ----------------- | ---------------------- | ------------------ | ---------------------- | ------------------------------ | ------------------------ | ------ |
| 29 de agosto | G1              | Edimilson Ávila | Ausente             | Presente          | Presente               | Presente           | Não convidada          | Não convidado                  | Não convidada            | [ 27 ] |

Segundo turno
O portal G1 realizou o único debate do segundo turno.
| Data          | Organizador(es) | Mediação        | Rodrigo Neves (PDT) | Carlos Jordy (PL) | Ref           |
| ------------- | --------------- | --------------- | ------------------- | ----------------- | ------------- |
| 21 de outubro | G1              | Edimilson Ávila | Presente            | Presente          | [ 28 ] [ 29 ] |

## Pesquisas eleitorais e pré-eleitorais
As pesquisas buscam analisar como seria o resultado da eleição se ela ocorresse no dia em que os dados dos entrevistados foram coletados, não tendo como objetivo pela porcentagem de confiança, prever o resultado final da eleição.

### Primeiro turno

#### Durante a campanha
| Fonte | Data(s) conduzidas | Amostragem | Neves PDT  | Jordy PL       | Petrone PSOL | Lessa PODE | Bussinger MOBILIZA | Bornia PSTU | Marques PCO | Abst. Indec. | Vantagem | Ref. |      |    |    |      |       |        |
| ----- | ------------------ | ---------- | ---------- | -------------- | ------------ | ---------- | ------------------ | ----------- | ----------- | ------------ | -------- | ---- | ---- | -- | -- | ---- | ----- | ------ |
| Fonte | Data(s) conduzidas | Amostragem | AtlasIntel | 20-25/Set/2024 | 1.218        | 44,7%      | 29%                | 17,2%       | 4,4%        | Abst. Indec. | Vantagem | Ref. | 0,2% | 0% | 0% | 4,5% | 15,7% | [ 30 ] |

#### Antes do início da campanha
| Fonte | Data(s) conduzidas | Amostragem | Neves PDT        | Jordy PL       | Petrone PSOL | Lessa PSD | Gomes NOVO | Bornia PSTU | Abst. Indec. | Vantagem | Ref.   |      |    |      |       |       |        |
| ----- | ------------------ | ---------- | ---------------- | -------------- | ------------ | --------- | ---------- | ----------- | ------------ | -------- | ------ | ---- | -- | ---- | ----- | ----- | ------ |
| Fonte | Data(s) conduzidas | Amostragem | Paraná Pesquisas | 18-20/Jul/2024 | 780          | 43,1%     | 19,5%      | 8,5%        | Abst. Indec. | Vantagem | Ref.   | 8,2% | 2% | 1,5% | 17,2% | 22,6% | [ 31 ] |
| GERP  | 24-27/Jun/2024     | 1.250      | 43%              | 18%            | 11%          | 5%        | –          | –           | 23%          | 25%      | [ 32 ] |      |    |      |       |       |        |
| GERP  | 26-30/Abr/2024     | 1.250      | 46%              | 18%            | 7%           | 3%        | –          | –           | 26%          | 28%      | [ 33 ] |      |    |      |       |       |        |
| GERP  | 06-11/Mar/2024     | 1.250      | 44%              | 16%            | 13%          | –         | –          | –           | 27%          | 28%      | [ 34 ] |      |    |      |       |       |        |
| GERP  | 15-18/Jan/2024     | 1.250      | 46%              | 14%            | 12%          | –         | –          | –           | 28%          | 32%      | [ 35 ] |      |    |      |       |       |        |

### Segundo turno
Rodrigo Neves e Carlos Jordy
| Fonte      | Data(s) conduzidas | Amostragem | Neves PDT          | Jordy PL       | Abst. Indec. | Vantagem | Ref.   |       |     |     |    |     |        |
| ---------- | ------------------ | ---------- | ------------------ | -------------- | ------------ | -------- | ------ | ----- | --- | --- | -- | --- | ------ |
| Fonte      | Data(s) conduzidas | Amostragem | Real Time Big Data | 19-20/Out/2024 | Abst. Indec. | Vantagem | Ref.   | 1.000 | 53% | 43% | 4% | 10% | [ 36 ] |
| AtlasIntel | 11-16/Out/2024     | 1.198      | 58,7%              | 38,3%          | 3%           | 20,4%    | [ 37 ] |       |     |     |    |     |        |
| GERP       | 09-11/Out/2024     | 1.250      | 52%                | 32%            | 16%          | 20%      | [ 38 ] |       |     |     |    |     |        |
| AtlasIntel | 20-25/Set/2024     | 1.218      | 57,6%              | 32,3%          | 10,1%        | 25,3%    | [ 30 ] |       |     |     |    |     |        |

Rodrigo Neves e Talíria Petrone
| Fonte | Data(s) conduzidas | Amostragem | Neves PDT  | Petrone PSOL   | Abst. Indec. | Vantagem | Ref. |       |       |       |       |       |        |
| ----- | ------------------ | ---------- | ---------- | -------------- | ------------ | -------- | ---- | ----- | ----- | ----- | ----- | ----- | ------ |
| Fonte | Data(s) conduzidas | Amostragem | AtlasIntel | 20-25/Set/2024 | Abst. Indec. | Vantagem | Ref. | 1.218 | 47,5% | 23,6% | 28,9% | 23,9% | [ 30 ] |

Carlos Jordy e Talíria Petrone
| Fonte | Data(s) conduzidas | Amostragem | Jordy PL   | Petrone PSOL   | Abst. Indec. | Vantagem | Ref. |       |       |       |       |      |        |
| ----- | ------------------ | ---------- | ---------- | -------------- | ------------ | -------- | ---- | ----- | ----- | ----- | ----- | ---- | ------ |
| Fonte | Data(s) conduzidas | Amostragem | AtlasIntel | 20-25/Set/2024 | Abst. Indec. | Vantagem | Ref. | 1.218 | 35,6% | 40,2% | 24,2% | 4,6% | [ 30 ] |

## Resultados
Fonte:

### Prefeito
| Candidato(a) a prefeito(a) | Candidato(a) a prefeito(a)     | Candidato(a) a vice-prefeito(a) | Primeiro turno 6 de outubro de 2024 | Primeiro turno 6 de outubro de 2024 | Segundo turno 27 de outubro de 2024 | Segundo turno 27 de outubro de 2024 |
| Candidato(a) a prefeito(a) | Candidato(a) a prefeito(a)     | Candidato(a) a vice-prefeito(a) | Total                               | Porcentagem                         | Total                               | Porcentagem                         |
| -------------------------- | ------------------------------ | ------------------------------- | ----------------------------------- | ----------------------------------- | ----------------------------------- | ----------------------------------- |
|                            | Rodrigo Neves (PDT)            | Isabel Swan (PV)                | 136.064                             | 48,47%                              | 156.067                             | 57,20%                              |
|                            | Carlos Jordy (PL)              | Alexandra Ferro (PP)            | 99.920                              | 35,59%                              | 116.796                             | 42,80%                              |
|                            | Talíria Petrone (PSOL)         | Fernando Rodovalho (PSB)        | 35.498                              | 12,65%                              | Não participaram                    | Não participaram                    |
|                            | Bruno Lessa (PODE)             | Bruna Doriel (PODE)             | 8.805                               | 3,14%                               | Não participaram                    | Não participaram                    |
|                            | Danielle Bornia (PSTU)         | Sérgio Perdigão (PSTU)          | 190                                 | 0,07%                               | Não participaram                    | Não participaram                    |
|                            | Alessandra Marques (PCO)       | Solange Pereira (PCO)           | 124                                 | 0,04%                               | Não participaram                    | Não participaram                    |
|                            | Guilherme Bussinger (MOBILIZA) | José Ônix (PMB)                 | 113                                 | 0,04%                               | Não participaram                    | Não participaram                    |
| Total de votos válidos     | Total de votos válidos         | Total de votos válidos          | 280.714                             | 91,18%                              | 272.863                             | 94,16%                              |
| → Votos em branco          | → Votos em branco              | → Votos em branco               | 10.109                              | 3,28%                               | 5.707                               | 1,97%                               |
| → Votos nulos              | → Votos nulos                  | → Votos nulos                   | 17.034                              | 5,53%                               | 11.227                              | 3,87%                               |
| Total de votos             | Total de votos                 | Total de votos                  | 307.857                             | 75,08%                              | 289.767                             | 70,68%                              |
| Abstenções                 | Abstenções                     | Abstenções                      | 102.175                             | 24,92%                              | 120.235                             | 29,32%                              |
| Total de inscritos         | Total de inscritos             | Total de inscritos              | 410.032                             | 100%                                | 410.032                             | 100%                                |

### Câmara Municipal
| Nº                     | Partido                                               | Votos populares | Votos populares | Votos populares | Vagas      | Vagas   | Vagas |
| Nº                     | Partido                                               | Votos           | %               | ±               | Candidatos | Eleitos | ±     |
| ---------------------- | ----------------------------------------------------- | --------------- | --------------- | --------------- | ---------- | ------- | ----- |
| 22                     | Partido Liberal (PL)                                  | 51.138          | 18,03%          | +13,27pp        | 22         | 4       | +3    |
| 12                     | Partido Democrático Trabalhista (PDT)                 | 37.793          | 13,32%          | +2,07pp         | 22         | 3       | -1    |
| 44                     | União Brasil (UNIÃO)                                  | 29.296          | 10,33%          | +4,23pp         | 22         | 2       | +1    |
| 50                     | Partido Socialismo e Liberdade (PSOL)                 | 26.816          | 9,45%           | +0,44pp         | 19         | 2       | -1    |
| 23                     | Cidadania                                             | 25.093          | 8,85%           | +1,64pp         | 22         | 2       | =     |
| 15                     | Movimento Democrático Brasileiro (MDB)                | 23.016          | 8,11%           | +3,97pp         | 22         | 2       | +1    |
| 13                     | Partido dos Trabalhadores (PT)                        | 16.553          | 5,84%           | +0,70pp         | 12         | 2       | +1    |
| 55                     | Partido Social Democrático (PSD)                      | 15.156          | 5,34%           | +2,08pp         | 22         | 1       | =     |
| 10                     | Republicanos                                          | 12.015          | 4,24%           | +1,89pp         | 22         | 1       | +1    |
| 20                     | Podemos (PODE)                                        | 11.346          | 4,00%           | +2,66pp         | 22         | 1       | +1    |
| 11                     | Progressistas (PP)                                    | 10.519          | 3,71%           | -0,11pp         | 22         | 0       |       |
| 43                     | Partido Verde (PV)                                    | 7.948           | 2,80%           | -1,92pp         | 8          | 0       | -1    |
| 65                     | Partido Comunista do Brasil (PCdoB)                   | 6.611           | 2,33%           | -2,45pp         | 3          | 1       | =     |
| 30                     | Partido Novo (NOVO)                                   | 3.152           | 1,11%           | -2,36pp         | 14         | 0       | =     |
| 40                     | Partido Socialista Brasileiro (PSB)                   | 2.711           | 0,96%           | -1,36pp         | 12         | 0       | =     |
| 70                     | Avante                                                | 2.300           | 0,81%           | -3,24pp         | 22         | 0       | -1    |
| 36                     | Agir                                                  | 422             | 0,15%           | -3,46pp         | 6          | 0       | -1    |
| 35                     | Partido da Mulher Brasileira (PMB)                    | 173             | 0,06%           | -0,03pp         | 4          | 0       | =     |
| 16                     | Partido Socialista dos Trabalhadores Unificado (PSTU) | 147             | 0,05%           | =               | 2          | 0       | =     |
| 18                     | Rede Sustentabilidade (REDE)                          | 122             | 0,04%           | -0,72pp         | 2          | 0       | =     |
| Total de votos válidos | Total de votos válidos                                | 283.659         | 92,14%          | 92,14%          | 303        | 21      | 21    |
| → Votos em branco      | → Votos em branco                                     | 10.940          | 3,55%           | 3,55%           | 3,55%      | 21      | 21    |
| → Votos nulos          | → Votos nulos                                         | 13.258          | 4,31%           | 4,31%           | 4,31%      | 21      | 21    |
| Total de votos         | Total de votos                                        | 307.857         | 75,08%          | 75,08%          | 75,08%     | 21      | 21    |
| Abstenções             | Abstenções                                            | 102.175         | 24,92%          | 24,92%          | 24,92%     | 21      | 21    |
| Total de inscritos     | Total de inscritos                                    | 410.032         | 100%            | 100%            | 100%       | 21      | 21    |

#### Vereadores eleitos
Estes são os vereadores eleitos nas eleições de 06 de outubro de 2024:
| Eleição de 2024 |                       |              |                  |         |             |
| Nº              | Vereador(a) eleito(a) | Partido      | Situação         | Votação | Votação     |
| Nº              | Vereador(a) eleito(a) | Partido      | Situação         | Total   | Porcentagem |
| 1               | Douglas Gomes         | PL           | Eleito por QP    | 16.369  | 5,77%       |
| 2               | Professor Tulio       | PSOL         | Eleito por QP    | 6.789   | 2,39%       |
| 3               | Daniel Marques        | PL           | Eleito por QP    | 6.750   | 2,38%       |
| 4               | Binho Guimarães       | PDT          | Eleito por QP    | 5.884   | 2,07%       |
| 5               | Milton Cal            | UNIÃO        | Eleito por QP    | 5.861   | 2,07%       |
| 6               | Andrigo               | PDT          | Eleito por QP    | 5.546   | 1,96%       |
| 7               | Anderson Pipico       | PT           | Eleito por QP    | 5.488   | 1,93%       |
| 8               | Renato Cariello       | PDT          | Eleito por média | 5.444   | 1,92%       |
| 9               | Benny Briolly         | PSOL         | Eleita por QP    | 4.801   | 1,69%       |
| 10              | Rodrigo Farah         | Cidadania    | Eleito por QP    | 4.682   | 1,65%       |
| 11              | Luiz Carlos Gallo     | Cidadania    | Eleito por média | 4.612   | 1,63%       |
| 12              | Leandro Portugal      | MDB          | Eleito por QP    | 4.516   | 1,59%       |
| 13              | Allan Lyra            | PL           | Eleito por QP    | 4.413   | 1,56%       |
| 14              | Leonardo Giordano     | PCdoB        | Eleito por QP    | 4.395   | 1,55%       |
| 15              | Gabriel Velasco       | PSD          | Eleito por QP    | 4.258   | 1,50%       |
| 16              | Sylvio Mauricio       | PT           | Eleito por média | 4.045   | 1,43%       |
| 17              | José Antonio Zaf      | UNIÃO        | Eleito por QP    | 3.910   | 1,38%       |
| 18              | Beto da Pipa          | MDB          | Eleito por média | 3.828   | 1,35%       |
| 19              | Fernanda Louback      | PL           | Eleita por média | 3.503   | 1,23%       |
| 20              | Fabiano Gonçalves     | Republicanos | Eleito por Média | 3.478   | 1,23%       |
| 21              | Michel Saad Neto      | PODE         | Eleito por média | 2.772   | 0,98%       |

| Cor | Significado                                                  |
| 1   | primeiro mandato como vereador(a) da cidade                  |
| 2   | segundo mandato (seguido ou não) como vereador(a) da cidade  |
| 3   | terceiro mandato (seguido ou não) como vereador(a) da cidade |
| 4   | quarto mandato (seguido ou não) como vereador(a) da cidade   |
| 5   | quinto mandato (seguido ou não) como vereador(a) da cidade   |
| 6   | sexto mandato (seguido ou não) como vereador(a) da cidade    |
| 7   | oitavo mandato (seguido ou não) como vereador(a) da cidade   |
| 9   | nono mandato (seguido ou não) como vereador(a) da cidade     |